# Cot Beut
Cot Beut is een bestuurslaag in het regentschap Aceh Besar van de provincie Atjeh, Indonesië. Cot Beut telt 474 inwoners (volkstelling 2010).